# Luca Caputi
Gianluca Caputi (né le 1er octobre 1988 à Toronto ville de l'Ontario au Canada) est un joueur professionnel de hockey sur glace devenu entraîneur.

## Carrière
Il commence sa carrière en 2004-05 dans la ligue junior de la Ligue de hockey de l'Ontario pour les IceDogs de Mississauga et il y passe toute sa carrière junior, suivant la franchise qui devient les IceDogs de Niagara pour la saison 2007-08. Il participe avec l'équipe LHO au Défi ADT Canada-Russie en 2007.
Lors du repêchage d'entrée dans la Ligue nationale de hockey, il est le 111e joueur choisi par les Penguins de Pittsburgh. Il ne rejoint donc pas l'équipe de la LNH mais continue à jour dans les rangs juniors. À la fin de la saison, alors que la saison 2007-08 est terminée pour l'équipe de la LHO, il signe son premier contrat professionnel le 23 avril avec l'organisation des Penguins. Il est affecté aux Penguins de Wilkes-Barre/Scranton de la Ligue américaine de hockey qui sont alors qualifiés pour les séries éliminatoires 2008. L'équipe atteint la finale de la Coupe Calder mais perdre en six matchs.
Le 2 mars 2010, les Penguins l'envoient aux Maple Leafs de Toronto avec Martin Skoula en retour d'Alexei Ponikarovsky.
En 2014, il se joint au club suédois IK Oskarshamn du HockeyAllsvenskan.

## Statistiques
| Saison     | Équipe                            | Ligue       |    | Saison régulière | Saison régulière | Saison régulière | Saison régulière | Saison régulière |   | Séries éliminatoires | Séries éliminatoires | Séries éliminatoires | Séries éliminatoires | Séries éliminatoires |
| Saison     | Équipe                            | Ligue       | PJ | B                | A                | Pts              | Pun              | PJ               | B | A                    | Pts                  | Pun                  |                      |                      |
| 2004-2005  | IceDogs de Mississauga            | LHO         | 48 | 5                | 1                | 6                | 25               | -                | - | -                    | -                    | -                    |                      |                      |
| 2005-2006  | IceDogs de Mississauga            | LHO         | 32 | 3                | 0                | 3                | 43               | -                | - | -                    | -                    | -                    |                      |                      |
| 2006-2007  | IceDogs de Mississauga            | LHO         | 68 | 27               | 38               | 65               | 66               | 5                | 2 | 1                    | 3                    | 0                    |                      |                      |
| 2007-2008  | IceDogs de Niagara                | LHO         | 66 | 51               | 60               | 111              | 107              | 10               | 8 | 9                    | 17                   | 14                   |                      |                      |
| 2007-2008  | Penguins de Wilkes-Barre/Scranton | LAH         | -  | -                | -                | -                | -                | 19               | 4 | 4                    | 8                    | 8                    |                      |                      |
| 2008-2009  | Penguins de Wilkes-Barre/Scranton | LAH         | 66 | 18               | 27               | 45               | 45               | 12               | 3 | 5                    | 8                    | 10                   |                      |                      |
| 2008-2009  | Penguins de Pittsburgh            | LNH         | 5  | 1                | 0                | 1                | 4                | -                | - | -                    | -                    | -                    |                      |                      |
| 2008-2009  | Nailers de Wheeling               | ECHL        | 3  | 2                | 1                | 3                | 0                | -                | - | -                    | -                    | -                    |                      |                      |
| 2009-2010  | Penguins de Wilkes-Barre/Scranton | LAH         | 54 | 23               | 24               | 47               | 61               | -                | - | -                    | -                    | -                    |                      |                      |
| 2009-2010  | Penguins de Pittsburgh            | LNH         | 4  | 1                | 1                | 2                | 2                | -                | - | -                    | -                    | -                    |                      |                      |
| 2009-2010  | Maple Leafs de Toronto            | LNH         | 19 | 1                | 5                | 6                | 10               | -                | - | -                    | -                    | -                    |                      |                      |
| 2010-2011  | Maple Leafs de Toronto            | LNH         | 7  | 0                | 0                | 0                | 4                | -                | - | -                    | -                    | -                    |                      |                      |
| 2010-2011  | Marlies de Toronto                | LAH         | 13 | 1                | 4                | 5                | 30               | -                | - | -                    | -                    | -                    |                      |                      |
| 2011-2012  | Marlies de Toronto                | LAH         | 21 | 2                | 1                | 3                | 10               | -                | - | -                    | -                    | -                    |                      |                      |
| 2011-2012  | Crunch de Syracuse                | LAH         | 39 | 10               | 12               | 22               | 19               | -                | - | -                    | -                    | -                    |                      |                      |
| 2012-2013  | Admirals de Norfolk               | LAH         | 35 | 3                | 15               | 18               | 23               | -                | - | -                    | -                    | -                    |                      |                      |
| 2012-2013  | Komets de Fort Wayne              | ECHL        | 15 | 6                | 8                | 14               | 17               | -                | - | -                    | -                    | -                    |                      |                      |
| 2013-2014  | VIK Västerås HK                   | Allsvenskan | 45 | 14               | 21               | 35               | 36               | 7                | 0 | 2                    | 2                    | 6                    |                      |                      |
| 2014-2015  | IK Oskarshamn                     | Allsvenskan | 39 | 10               | 9                | 19               | 19               | 36               | - | -                    | -                    | -                    |                      |                      |
| Totaux LNH | Totaux LNH                        | Totaux LNH  | 35 | 3                | 6                | 9                | 20               | -                | - | -                    | -                    | -                    |                      |                      |